# Erannis pulveraria
Erannis pulveraria är en fjärilsart som beskrevs av Hüfnagel 1767. Erannis pulveraria ingår i släktet Erannis och familjen mätare. Inga underarter finns listade i Catalogue of Life.